# Cambulă
Cambula (Pleuronectes flesus) este un pește marin de fund din familia pleuronectidelor.
Corpul este asimetric și turtit lateral și are o lungime de până la 48 cm. Partea dreaptă, acoperită cu solzi cicloizi și plăci osoase, are o culoare verzuie sau brună cu pete stelate. Pe ea sunt situați ochii. Cealaltă parte este aproape goală, de culoare deschisă. Capul este mic, dinții sunt așezați pe ambele fălci. Cambula se hrănește cu nevertebrate de fund și peștișori.
Femela depune 0,4-2 milioane icre care se dezvoltă plutind în grosul apei.
Există mai multe subspecii de cambulă care viețuiesc, de obicei, în zona litorală a mărilor europene, intrând adesea în râuri.
Cambula populează în special mările Neagră, Azov, Albă, Barents etc. Are o mare importanță economică.

## Sursă
Enciclopedia sovietică moldovenească, Chișinău, 1972, vol. 3, p. 177

## Legături externe
- en  European flounder at marLIN Arhivat în 30 octombrie 2007, la Wayback Machine.